# Retinal
Retinal (también conocido como retinaldehído) es un cromóforo polieno, unido a proteínas llamadas opsinas, y es la base química de la visión en los animales.
El retinal permite que ciertos microorganismos conviertan la luz en energía metabólica.
Los animales vertebrados ingieren retinal directamente de la carne, o la producen a partir de carotenoides, ya sea a partir de α-caroteno o β-caroteno, ambos carotenos. También la producen a partir de la β-criptoxantina, un tipo de xantofila. Estos carotenoides deben obtenerse de plantas u otros organismos fotosintéticos. Los animales no pueden convertir otros carotenoides en retina. Algunos carnívoros no pueden convertir ningún carotenoide en absoluto. Las otras formas principales de vitamina A, el retinol y una forma parcialmente activa, el ácido retinoico, pueden producirse a partir de retinal.
Los invertebrados como los insectos y los calamares utilizan formas hidroxiladas de retinal en sus sistemas visuales, que se derivan de la conversión de otras xantófilas.
Hay muchas formas de vitamina A, todas las cuales se convierten en retinal, lo que no se puede producir sin ellas. El retinal en sí se considera una forma de vitamina A cuando la ingiere un animal. El número de moléculas diferentes que se pueden convertir en retina varía de una especie a otra. El retinal se llamaba originalmente retineno, y se renombró después de que se descubrió que era un aldehído de vitamina A.

## Metabolismo de la vitamina A
Los organismos vivos producen retinal (RAL) mediante la escisión oxidativa irreversible de los carotenoides. Por ejemplo:
betacaroteno + O 2 → 2 retinal
catalizada por una betacaroteno 15,15'-monooxigenasa o una betacaroteno 15,15'-dioxigenasa. Así como los carotenoides son los precursores de retinal, el retinal es el precursor de las otras formas de vitamina A. La retina es interconvertible con el retinol (ROL), la forma de transporte y almacenamiento de la vitamina A:
retinal + NADPH + H +  retinol + NADP +
retinol + NAD +  retiniano + NADH + H +
catalizado por retinol deshidrogenasas (RDH) y alcohol deshidrogenasas (ADH). El retinol se llama alcohol de vitamina A o, más a menudo, simplemente vitamina A. El retinal también se puede oxidar a ácido retinoico (RA):
retinal + NAD + + H 2 O → ácido retinoico + NADH + H + (catalizado por RALDH)
retinal + O 2 + H 2 O → ácido retinoico + H 2 O 2 (catalizado por la oxidasa retiniana)
catalizada por deshidrogenasas retinianas también conocidas como retinaldehído deshidrogenasas (RALDH), así como oxidasas retinianas. El ácido retinoico, a veces llamado ácido de vitamina A, es una molécula y una hormona de señalización importante en los animales vertebrados.

## Historia
El bioquímico estadounidense George Wald y otros habían delineado el ciclo visual en 1958. Por su trabajo, Wald ganó una parte del Premio Nobel de Fisiología o Medicina de 1967 con Haldan Keffer Hartline y Ragnar Granit.